# Mary cea cu vino-ncoa'
There's Something About Mary este un film de comedie dragoste american din 1998 regizat de Peter Farrlley și Bobby Farrley. În rolurile principale joacă actorii Cameron Diaz și Matt Dillon.

## Actori
- Cameron Diaz ca Mary Jensen
- Ben Stiller ca Ted Stroehmann
- Matt Dillon ca Partick "Pat" Healy
- Chris Elliott ca Dom "Woogie" Woganowski
- Lee Evans ca Tucker and Norm Phipps